# Edificio del Parlamento de Georgia (Tiflis)
El Edificio del Parlamento de Georgia (en idioma georgiano:საქართველოს პარლამენტის შენობა), es el lugar de reunión del Parlamento de Georgia, ubicado en Tiflis, la capital de Georgia. Se encuentra ubicado en la avenida Rustaveli n.º 8, cerca de las estribaciones del monte Mtatsminda.

## Historia
El complejo de edificios fue construido como la Casa de Gobierno de la República Socialista Soviética de Georgia en el sitio de la derruida Catedral Alexander Nevsky del siglo XIX y el cementerio adyacente, con entierros de los cadetes georgianos asesinados durante la invasión bolchevique de 1921. Consta de dos edificios; el edificio «superior» fue diseñado por Viktor Kokorin y Giorgi Lezhava y construido de 1933 a 1938. El edificio «inferior», a lo largo de la avenida Rustaveli, fue construido por los mismos arquitectos con una aportación de Vladimer Nasaridze de 1946 a 1953. Ambos edificios están conectados con un patio, con escaleras y fuentes. El diseño de ambos edificios utiliza en gran medida elementos de la arquitectura tradicional georgiana. El exterior que da a la avenida está dominado por una arcada monumental, con aleros masivos y frontón de «arco»". Los edificios están construidos con un concreto armado liviano, y con un revestimiento exterior de roca toba, granito y otros materiales.
El complejo sufrió graves daños durante el golpe militar de diciembre de 1991 a enero de 1992, durante el cual el asediado presidente Zviad Gamsakhurdia quedó atrincherado en el búnker subterráneo bajo las instalaciones del gobierno. Posteriormente, el edificio fue restaurado y utilizado como sede del Parlamento de Georgia de 1997 a 2012, cuando la legislatura se mudó al edificio de nueva construcción en Kutaisi, la segunda ciudad más importante de Georgia.  En 2014 se permitió la celebración de reuniones del comité parlamentario en las instalaciones del parlamento de Tiflis, mientras que las sesiones regulares continuaron en Kutaisi. La enmienda constitucional aprobada en 2017 entró en vigencia en diciembre de 2018 y no contiene ninguna referencia a Kutaisi como sede del Parlamento, lo que significa que el Parlamento regresó por completo a la capital en enero de 2019.